# Björn Söderberg
Björn Mikael Söderberg, född 1 april 1958 i Spånga i Stockholm, död 12 oktober 1999 i Skärholmen i Stockholm, var fackligt aktiv och tillhörde det syndikalistiska fackförbundet Sveriges Arbetares Centralorganisation (SAC). Han mördades utanför dörren till sin lägenhet i Sätra i Stockholm och är begravd på Sandsborgskyrkogården i Gamla Enskede.

## Mordet
Den 16 september 1999 avslöjade SAC:s tidning Arbetaren att Robert Vesterlund, en känd person i den svenska nynazistiska rörelsen, satt i styrelsen för den lokala avdelningen av fackförbundet Handels vid Svanströms lager i Stockholm. Arbetaren hade delgivits informationen genom en av Vesterlunds arbetskamrater, syndikalisten Björn Söderberg. En vecka senare uteslöts Vesterlund från Handels och sade därefter upp sig.
På grund av detta begav sig Hampus Hellekant, Björn Lindberg Hernlund och Jimmy Niklasson till Söderbergs hem i Sätra den 12 oktober. Hellekant har erkänt att han ringt Söderberg några timmar tidigare. Ett gräl utbröt, och några minuter senare hade Söderberg blivit skjuten med ett flertal skott, bland annat i huvudet.

## Efterspel
Två gärningsmän, nynazisterna Hampus Hellekant och Björn Lindberg Hernlund, dömdes för mordet. Det skall, enligt Svea hovrätt, ha utförts när de sökt upp Björn Söderberg för att hämnas eller konfrontera honom för att ha avslöjat att Robert Vesterlund, som valts in i den lokala fackklubbens styrelse, var nazist. En tredje person, Jimmy Niklasson, dömdes för skyddande av brottsling och grovt vapenbrott.
Mordet väckte stor uppmärksamhet i hela landet, och kort tid därpå hölls stora demonstrationer på flera håll i protest mot det nazistiska våldet. Den 23 oktober 1999 samlade SAC och den övriga fackföreningsrörelsen uppemot 20 000 personer på Medborgarplatsen i Stockholm.
I Sveriges riksdag begärde Vänsterpartiet med anledning av mordet på Söderberg en särskild debatt om våld med rasistisk och nazistisk bakgrund, en debatt som hölls 27 oktober 1999 med anföranden av justitieminister Laila Freivalds (s), Gudrun Schyman (v), Bo Lundgren (m), Alf Svensson (kd), Lennart Daléus (c), Lars Leijonborg (fp) och Yvonne Ruwaida (mp).

## Björn Söderbergs minne
SAC instiftade ett civilkuragepris till minne av Söderberg året därpå. Priset ska enligt stadgar och gällande praxis tilldelas en person eller grupp som "uppvisat civilkurage och agerat mot missförhållanden på sin arbetsplats". Mottagare av Civilkuragepriset till Björn Söderbergs minne utses av arbetsutskottet inom SAC:s styrelse. Fram till 2019 har priset delats ut vid sexton tillfällen.

### Mottagare
- 2000 – Amanuel Asmelash
- 2001 – Fredrik Pettersson
- 2002 – Brevbärare i Mölndal
- 2004 – Anita Noorai Aggarwai
- 2005 – Lina Billberg
- 2007 – Amalia Alvarez
- 2008 – Niklas Svenlin
- 2009 – Arbetarna på Lagena distribution
- 2011 – Linda Moestam
- 2012 – Warrent Lorena Estrada Lara
- 2013 – Atbin Kyan och Iraj Yekerusta
- 2014 – Daria Bogdanska
- 2016 – Leo Heyman
- 2017 – Lisen Brunberg
- 2018 – Daniel Asplund
- 2019 – Anna-Karin Engström
- 2020 - (Inget pris delades ut)
- 2021 - Stine Christophersen
- 2022 - Per-Anders Nordström